# Amphiura albella
Amphiura albella är en ormstjärneart som beskrevs av Ole Theodor Jensen Mortensen 1933. Amphiura albella ingår i släktet Amphiura och familjen trådormstjärnor. Inga underarter finns listade i Catalogue of Life.